# Rejon różański
Rejon różański – jednostka terytorialna istniejąca w ramach Białoruskiej SRR w latach 1940–1962 na terenie Polesia (de facto 1940–1941; 1944–1962).

## Historia
Rejon powołano do życia 15 stycznia 1940 w ramach obwodu brzeskiego. Dzielił się na 13 gmin wiejskich. 8 stycznia 1954 wszedł w skład obwodu grodzieńskiego, by 19 czerwca tego samego roku wrócić do obwodu brzeskiego. W lipcu 1954 liczba sielsowietów spadła do 9. 15 grudnia 1962 rejon rozwiązano, przyłączając jego większą część do rejonu prużańskiego, 2 gminy do dobrosielskiego, a jedną (słowocicką) do wołkowyskiego.